# Earth Platinum
Earth Platinum – największy wydany w dziejach ludzkości atlas geograficzny świata. Wydanie nastąpiło w 2012.
Wydawcą dzieła jest australijskie wydawnictwo Millenium House. Atlas ma 128 stron z mapami, waży 200 kilogramów, a po otwarciu ma wymiary 1,8 m wysokości na 2,7 metra szerokości. Jedna osoba miałaby duże trudności z przewracaniem kart - konieczna jest pomoc drugiej. W prace przygotowawcze, trwające cztery lata, zaangażowanych był 88 kartografów z całego świata. Wydano 31 egzemplarzy (druk odbył się we Włoszech). Koszt zakupu jednej sztuki wyniósł w lipcu 2012 100.000 dolarów. 
Poprzednim największym atlasem świata był Klencke Atlas, podarowany w 1660 królowi Anglii, Karolowi II Stuartowi.